# Undone (serial telewizyjny)
Undone – amerykański fantastyczny serial animowany Amazon Studios, zrealizowany techniką rotoskopową. Jego twórcami są Raphael Bob-Waksberg i Kate Purdy.

## Fabuła
Źródła:

Alma straciła w dzieciństwie ojca, Jacoba, który zginął w niejasnych okolicznościach. Po latach, nieszczęśliwa kobieta nie umie sobie ułożyć życia. Po kłótni z siostrą, ma wypadek samochodowy, spowodowany niespodziewanym pojawieniem się ojca. Trafia do szpitala, gdzie dowiaduje się od niego, że podobnie jak jej babka, Alma może przenosić swój umysł w czasie. Jacob ma nadzieję, że kobieta pomoże mu odkryć przyczynę jego śmierci.

## Obsada
Źródła:
- Rosa Salazar - Alma Winograd-Diaz
  - Luna-Marie Katich - młoda Alma
- Angelique Cabral - Becca Winograd-Diaz
  - Giorgie Luck Vasquez - młoda Becca
- Constance Marie - Camila Diaz
- Bob Odenkirk - Jacob Winograd
- Siddharth Dhananjay - Sam
- Daveed Diggs - Tunde
- Holly Fain - Geraldine (Ruchel) Winograd
  - Veda Cienfuegos - młoda Ruchel
- Kevin Bigley - Reed Hollingsworth
- Sheila Vand - Farnaz

## Odcinki

### Sezon 1 (2019)
| Nr | Tytuł                       | Reżyseria     | Scenariusz                        | Premiera         |
| -- | --------------------------- | ------------- | --------------------------------- | ---------------- |
| 1  | The Crash                   | Hisko Hulsing | Kate Purdy i Raphael Bob-Waksberg | 13 września 2019 |
| 2  | The Hospital                | Hisko Hulsing | Kate Purdy i Raphael Bob-Waksberg | 13 września 2019 |
| 3  | Handheld Blackjack          | Hisko Hulsing | Kate Purdy i Raphael Bob-Waksberg | 13 września 2019 |
| 4  | Moving the Keys             | Hisko Hulsing | Kate Purdy i Raphael Bob-Waksberg | 13 września 2019 |
| 5  | Alone in This (You Have Me) | Hisko Hulsing | Kate Purdy                        | 13 września 2019 |
| 6  | Prayers and Visions         | Hisko Hulsing | Lauren Otero                      | 13 września 2019 |
| 7  | The Wedding                 | Hisko Hulsing | Joanna Calo                       | 13 września 2019 |
| 8  | That Halloween Night        | Hisko Hulsing | Elijah Aron                       | 13 września 2019 |

### Sezon 2 (2022)
| Nr | Tytuł                  | Reżyseria     | Scenariusz                    | Premiera         |
| -- | ---------------------- | ------------- | ----------------------------- | ---------------- |
| 1  | The Cave               | Hisko Hulsing | Kate Purdy                    | 29 kwietnia 2022 |
| 2  | The Painting           | Hisko Hulsing | Elijah Aron                   | 29 kwietnia 2022 |
| 3  | Mexico                 | Hisko Hulsing | Gonzalo Cordova               | 29 kwietnia 2022 |
| 4  | Reflections            | Hisko Hulsing | April Shih                    | 29 kwietnia 2022 |
| 5  | Lungs                  | Hisko Hulsing | Carmiel Banasky               | 29 kwietnia 2022 |
| 6  | Help Me                | Hisko Hulsing | Mehar Sethi                   | 29 kwietnia 2022 |
| 7  | Rectify                | Hisko Hulsing | Elijah Aron i Patrick Metcalf | 29 kwietnia 2022 |
| 8  | We All Love Each Other | Hisko Hulsing | Kate Purdy                    | 29 kwietnia 2022 |

## Odbiór
Zarówno pierwsza jak i druga seria Undone spotkała się z dobrą reakcją krytyków. W agregatorze recenzji Rotten Tomatoes 98% z 56 recenzji pierwszej serii uznano za pozytywne, a średnia ocen wystawionych na ich podstawie wyniosła 8,20. 95% z 22 recenzji drugiej uznano za pozytywne, a średnia ocen była taka sama
Z kolei w agregatorze Metacritic, średnia ważona ocen recenzji, zarówno pierwszej jak i drugiej serii, wyniosła 86 punktów na 100. Serwis zgromadził 17 recenzji pierwszej serii i pięć drugiej.